# Acaulon capense
Acaulon capense är en bladmossart som beskrevs av C. Müller 1856. Acaulon capense ingår i släktet pygmémossor, och familjen Pottiaceae. Inga underarter finns listade i Catalogue of Life.